# N
N \ إن \ الحرف الرابع عشر من الأبجدية اللاتينية.

## التاريخ
| D |

| D |

- في الكيمياء، يرمز N لعنصر النيتروجين.